# Autoconcepto

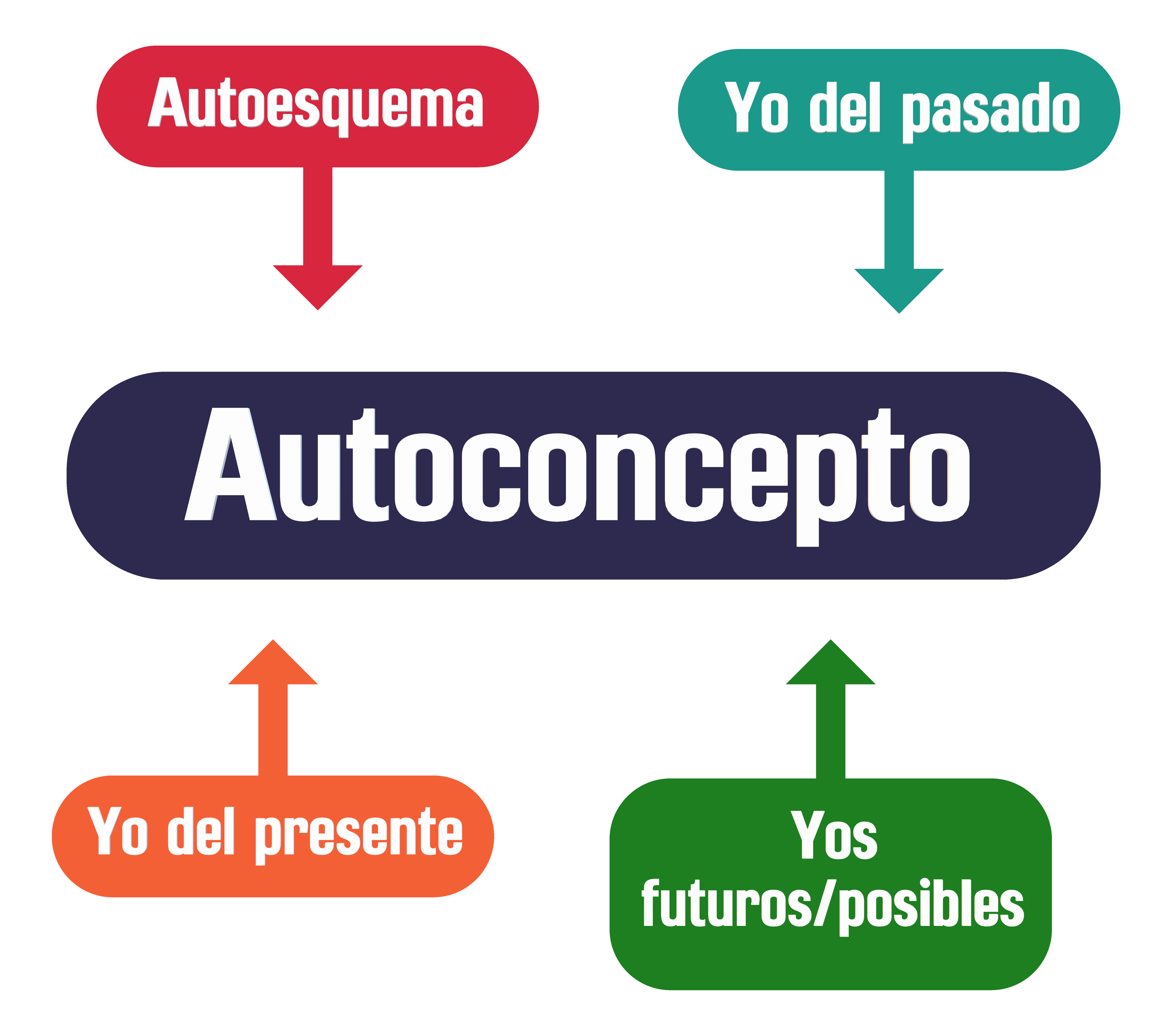
Gráfico del autoconcepto. El concepto del yo se compone de autoesquemas y de su yo pasado, presente y futuro.

El autoconcepto es un término utilizado en psicología para referirse a la imagen que una persona tiene de sí misma, es decir, a la percepción que tiene sobre sus características, habilidades, valores, etc. El autoconcepto se forma a partir de las experiencias que vivimos y la imagen proyectada o percibida en los otros. Es decir, se construye a partir de las interacciones con personas importantes en nuestras vidas.
El autoconcepto es un todo organizado donde la persona tiende a ignorar las variables que percibe de sí misma que no se ajustan al conjunto y tiene su propia jerarquía de atributos a valorar. Además, es dinámico y puede modificarse con nuevos datos, provenientes de una reinterpretación de las experiencias vividas.
El autoconcepto no es lo mismo que la autoestima, aunque están estrechamente relacionados. La autoestima se refiere a la valoración emocional que una persona tiene de sí misma, mientras que el autoconcepto se refiere a la percepción cognitiva que tiene de sí misma.

## Componentes
De acuerdo con el psicólogo estadounidense Carl Rogers, el autoconcepto está compuesto por tres partes que contribuyen a la imagen que tenemos de nosotros mismos.
1. Componente cognitivo (la autoimagen): Se refiere a los pensamientos y creencias que tenemos sobre nosotros mismos. Incluye la percepción de nuestras habilidades, características físicas, personalidad, valores y creencias.[3][5]
2. Componente afectivo (la autoestima): Se relaciona con las emociones y sentimientos que experimentamos hacia nosotros mismos. Incluye la autoestima, es decir, la valoración emocional que tenemos de nosotros mismos.[3][4][5]
3. Componente comportamental (la motivación y el autoideal): Se refiere a cómo nos comportamos y actuamos en función de nuestra percepción de nosotros mismos. Incluye nuestras conductas, decisiones y actitudes.[4][6]

## Características
Se destacan seis características básicas:
- El autoconcepto se organiza en categorías para reducir la complejidad y multiplicidad de nuestras experiencias, dándoles significado y organización.[7]
- El autoconcepto está compuesto por diferentes facetas que forman una jerarquía, desde las experiencias individuales en situaciones particulares hasta el autoconcepto general.[7]
- El autoconcepto se va construyendo y diferenciando a lo largo de nuestra vida a través de las distintas experiencias de interacción con el mundo. Al principio, es más global y se va diferenciando cada vez más, hasta llegar a ser multifacético y estructurado.[7]
- El autoconcepto tiene la capacidad de ser estable en sus aspectos más nucleares y profundos, pero también puede ser variable en sus aspectos más dependientes del contexto.[7]
- El autoconcepto se ve influenciado por nuestras interacciones sociales y la forma en que nos relacionamos con el mundo en general.[8]
- El autoconcepto está compuesto por un componente cognitivo, que incluye nuestros pensamientos y creencias sobre nosotros mismos; un componente afectivo, que se refiere a las emociones y sentimientos que experimentamos hacia nosotros mismos; y un componente comportamental, que se relaciona con cómo nos comportamos y actuamos en función de nuestra percepción de nosotros mismos.[4][5]

Además, como atributo dinámico el autoconcepto se ve retroalimentado (positiva o negativamente) por nuestro entorno social, siendo determinantes las opiniones o valoraciones de terceras personas. Así el autoconcepto también ha sido entendido como la percepción que el individuo tiene de sí mismo, basada directamente en sus experiencias con los demás, y en las atribuciones que él mismo hace de su conducta.
El autoconcepto incluye valoraciones de todos los parámetros que son relevantes para la persona: desde la apariencia física hasta las habilidades para su desempeño sexual, pasando por nuestras capacidades sociales, intelectuales, en otras palabras, a la descripción de todas las facetas y características que un individuo considera propias y que emplea para identificarse, por ende, tiene papel decisivo en su conducta.

## Desarrollo durante la vida
El autoconcepto no es estático, sino que evoluciona a lo largo de la vida. A medida que experimentamos nuevas situaciones, adquirimos nuevas habilidades y nos enfrentamos a diferentes desafíos, nuestro autoconcepto puede cambiar y adaptarse.
El autoconcepto no está presente desde el nacimiento, sino que comienza a desarrollarse en la primera infancia. A medida que los niños crecen, empiezan a formar una imagen de sí mismos basada en sus características personales y en el entorno que les rodea. En la etapa de 6 a 8 años, los niños comienzan a describirse a sí mismos de manera más concreta y hacen comparaciones con ellos mismos en diferentes aspectos. A medida que crecen, de 8 a 12 años, empiezan a experimentar la influencia social y se comparan con los demás en diferentes áreas de su vida.
En la adolescencia, se produce el paso a la vida adulta, lo que supone importantes logros y adquisiciones. Entre otras cosas, se termina de formar la identidad personal, y el autoconcepto se va a asentar como base de la personalidad. El autoconcepto en la adolescencia se desarrolla a través de dos vías fundamentales: las experiencias que vive y de las valoraciones que hace de las mismas; y las opiniones y valoraciones que recibe de los demás.

## Trastornos
Los trastornos del autoconcepto más frecuentes incluyen:
1. Basar el autoconcepto en lo que dicen los demás: Cuando una persona depende demasiado de la opinión de los demás para definirse a sí misma, puede experimentar inseguridad y falta de confianza en sus propias habilidades y cualidades.[15]
2. Desarrollar un autoconcepto que orbite alrededor de la riqueza: Si una persona valora su autoconcepto principalmente en función de su riqueza material, puede experimentar una sensación de vacío y falta de satisfacción, ya que la autoestima se basa en algo externo y variable.[15]
3. Tener un autoconcepto muy restrictivo: Cuando una persona tiene una visión muy limitada de sí misma y se define únicamente por sus debilidades o fracasos, puede experimentar baja autoestima y dificultades para desarrollar su potencial.[15]
4. Problemas de autoconcepto en la infancia: Los niños también pueden experimentar problemas de autoconcepto, como preocupación excesiva por complacer a los demás, ser demasiado cerrados o sensibles a las críticas, y no asumir responsabilidad por sus propias acciones.[15]